# Saarepeedi
Saarepeedi ist eine Landgemeinde im estnischen Kreis Viljandi mit einer Fläche von 98,3 km². Sie hat 1234 Einwohner (Stand: 2. Februar 2010).
Neben dem Hauptort Saarepeedi (370 Einwohner) umfasst die Landgemeinde die Dörfer Aindu, Auksi, Karula, Kokaviidika, Moori, Peetrimõisa, Saarepeedi, Taari, Tobraselja, Tõnissaare, Välgite und Võistre.
Archäologisch interessant ist der dreieckige Burgberg von Naanu mit seinem Wall von 7 m Höhe. Nach der Keramik und Schmuck zu urteilen, die Archäologen dort ausgegraben haben, wurde die Festung bereits Anfang des 13. Jahrhunderts aufgegeben.

## Persönlichkeiten
- August Koern (* 1900 in Uue-Võidu, Landgemeinde Saarepeedi; † 1989 in Kopenhagen), estnischer Diplomat, Außenminister der estnischen Exilregierung.